# 新北市私立醒吾高級中學
25°04′47″N 121°23′45″E / 25.079672°N 121.395700°E
醒吾中學是一所臺灣私立高級中學，設有普通高中、高職、國中部。與醒吾科大有教學合作關係。

## 行政單位
自2013年8月1日行政單位改組
- 教務處
- 實習輔導處
- 學生事務處
- 總務處
- 輔導室
- 秘書室
- 人事室
- 會計室
- 圖書館
- 國中部
- 實用技能學程

## 教學單位
- 國中部
- 普通科
- 商業經營科
- 資料處理科
- 觀光事業科
- 流行服飾科
- 時尚造型科
- 照顧服務科

## 足球隊
醒吾中學女子足球隊曾代表臺灣參加世界盃女子足球比賽，同時也多次衛冕女子甲組冠軍。

## 歷任校長
| 任期 | 姓名       | 任職日期      | 離職日期      |
| ---- | ---------- | ------------- | ------------- |
| 1    | 顧建東先生 | 1965年8月     | 1979年7月     |
| 2    | 丁永華先生 | 1979年7月     | 1982年8月     |
| 3    | 李瑞中先生 | 1982年8月     | 1985年8月     |
| 4    | 顧壞祐先生 | 1985年8月     | 1988年8月     |
| 5    | 陸真真女士 | 1988年8月     | 2013年3月11日 |
| 6    | 周朝松先生 | 2013年3月12日 | 2017年1月27日 |
| 7    | 徐以道先生 | 2017年1月28日 | 2018年7月30日 |
| 8    | 吳文梅女士 | 2018年8月1日  | 現任          |

## 外部連結
- 新北市私立醒吾高級中學網站